# کیدوسپه
کیدوسپه (به لاتین: Kiduspe) یک منطقهٔ مسکونی در استونی است که در شهرستان هیو واقع شده‌است.